# Termômetro interno-externo

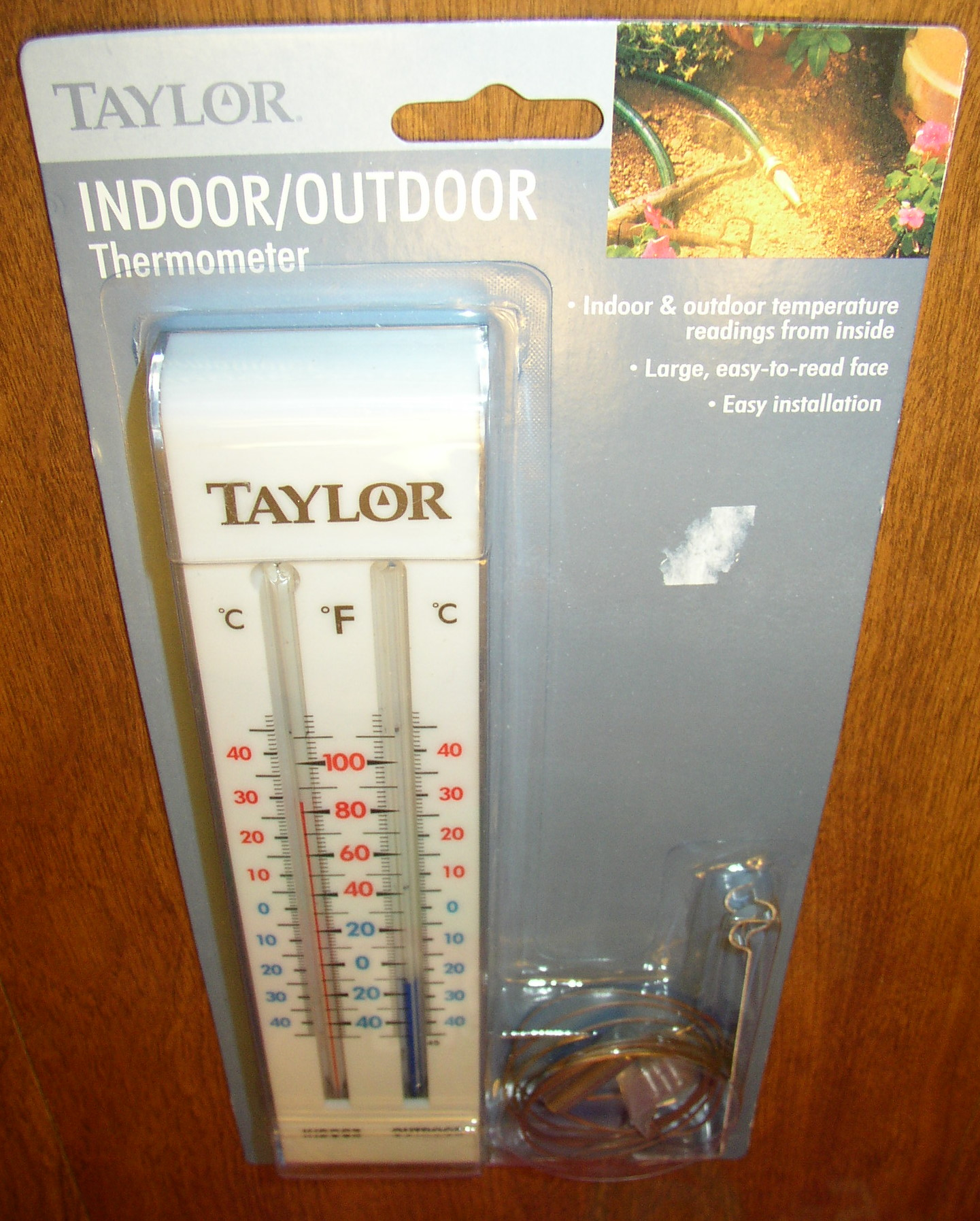
Termômetro interno-externo

Um termômetro interno-externo é um termômetro que fornece simultaneamente uma medição das temperaturas interna e externa. A parte externa do termômetro requer algum tipo de dispositivo de sensoriamento de temperatura remoto. Convencionalmente, isso era feito estendendo o bulbo do termômetro até o local remoto. Os instrumentos modernos são mais propensos a usar alguma forma de transdutor eletrônico.

## Termômetro de vidro
Em um termômetro interno-externo baseado em um termômetro de líquido em vidro convencional, a haste do termômetro externo é conectada ao bulbo por um capilar longo, flexível ou semirrígido. A escala de temperatura é marcada na haste como de costume. No entanto, a temperatura que é realmente medida é a temperatura no bulbo.
As correções de ambiente são difíceis de alcançar com este sistema e geralmente não são feitas. Portanto, não é tão preciso quanto um termômetro de precisão convencional. Em vez disso, é tipicamente usado para aplicações de baixo custo, como em residências particulares. A principal questão com a precisão é que, se o bulbo e a haste estiverem em níveis diferentes, há uma mudança na leitura devido à mudança na altura da coluna de pressão. Um problema adicional é que as mudanças na temperatura ambiente da parte interna do dispositivo podem causar uma mudança na leitura, assim como a temperatura da parte externa do dispositivo. Este efeito pode ser minimizado tornando o bulbo grande e o capilar de diâmetro pequeno. Isso garante que as mudanças na temperatura externa produzam grandes mudanças na coluna de líquido na haste e tendam a superar as mudanças menores causadas pelas mudanças na temperatura interna.
Líquidos comuns usados são tolueno e álcool. Ambos têm grandes coeficientes de expansão de temperatura e não congelam nem fervem na faixa de temperatura de interesse.

## Tipos eletrônicos

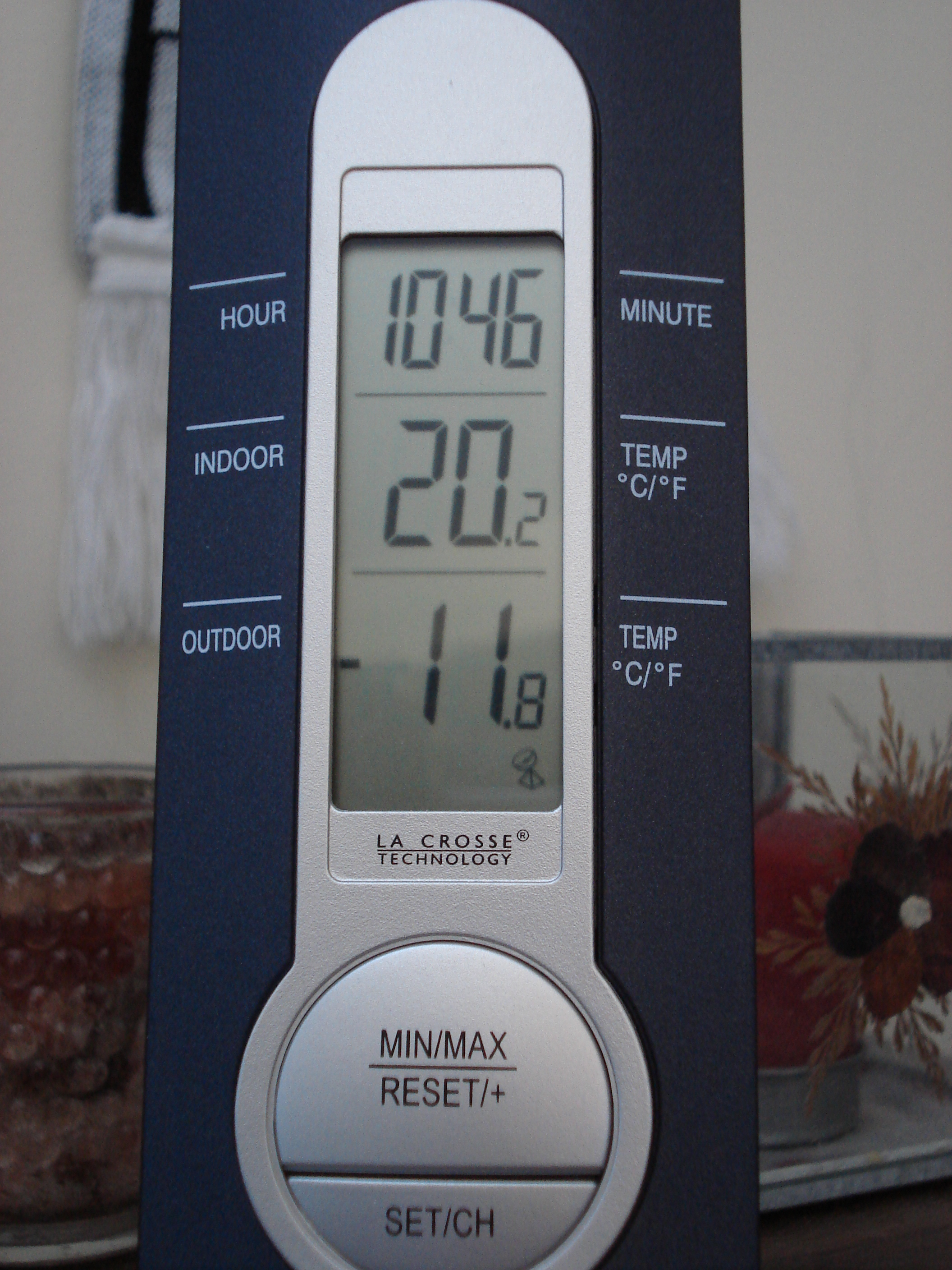
Termômetro interno e externo sem fio

Os sensores podem ser de qualquer um dos tipos usados em termômetros eletrônicos. Termistores são comuns e junções de semicondutores também podem ser usadas. Termômetros eletrônicos interno-externo são um projeto de hobby frequente e às vezes são vendidos como kits. Muitos termômetros interno-externo à venda são dispositivos sem fio que não requerem conexão física com o sensor colocado do lado de fora. Nesses casos, o sensor precisa ser alimentado por bateria.

## Aplicações
O objetivo principal do termômetro interno-externo é permitir que a temperatura externa seja indicada dentro de um edifício, eliminando assim a necessidade de sair para fazer uma leitura de temperatura. Eles também são usados em veículos e são particularmente úteis para veículos municipais envolvidos na remoção de neve e gelo. Engenheiros de manutenção de edifícios podem usar um termômetro interno-externo que não foi instalado para obter uma leitura rápida da temperatura do ar em um local dentro de um edifício. Isso é feito balançando o bulbo do sensor externo no ar enquanto ainda está conectado ao instrumento. Isso obterá uma leitura mais rápida já que o bulbo atingirá a temperatura muito mais rapidamente do que o sensor interno embutido no instrumento.